# سيراس راد
سيراس راد (بالإنجليزية: Cyrus Rad)‏ هو لاعب كرة قدم أمريكي، ولد في 1999 في درم في الولايات المتحدة.